# Primera B de Chile 2000
Primera B de Chile 2000 var den näst högsta divisionen för fotboll i Chile under säsongen 2000. Serien spelades mellan sexton lag, som delades upp i fyra grupper om fyra lag där alla lag mötte varandra två gånger (en gång hemma och en gång borta). Alla lag fick bonuspoäng baserad på antalet inspelade poäng som de fick tillgodoräkna sig i nästa omgång, där alla lag slogs ihop till en serie och mötte varandra två gånger (en gång hemma och en gång borta). Efter den tabellen gick de två främsta upp och lagen på plats tre och fyra fick spela uppflyttningskval. Det sämst placerade laget flyttades ner.

## Första omgången

### Grupp 1
| Nr | Lag                  | S | V | O | F | GM | IM | MS | P  |
| -- | -------------------- | - | - | - | - | -- | -- | -- | -- |
| 1  | Deportes Arica       | 6 | 4 | 1 | 1 | 7  | 7  | 0  | 13 |
| 2  | Cobresal             | 6 | 3 | 1 | 2 | 9  | 8  | +1 | 10 |
| 3  | Deportes Antofagasta | 6 | 2 | 1 | 3 | 12 | 8  | +4 | 7  |
| 4  | Deportes Iquique     | 6 | 1 | 1 | 4 | 3  | 8  | −5 | 4  |

### Grupp 2
| Nr | Lag                | S | V | O | F | GM | IM | MS  | P  |
| -- | ------------------ | - | - | - | - | -- | -- | --- | -- |
| 1  | Unión San Felipe   | 6 | 4 | 2 | 0 | 13 | 3  | +10 | 14 |
| 2  | Magallanes         | 6 | 2 | 2 | 2 | 11 | 10 | +1  | 8  |
| 3  | Deportes Ovalle    | 6 | 1 | 3 | 2 | 6  | 8  | −2  | 6  |
| 4  | Deportes La Serena | 6 | 0 | 3 | 3 | 4  | 13 | −9  | 3  |

### Grupp 3
| Nr | Lag                 | S | V | O | F | GM | IM | MS  | P  |
| -- | ------------------- | - | - | - | - | -- | -- | --- | -- |
| 1  | Deportes Melipilla  | 6 | 4 | 2 | 0 | 13 | 3  | +10 | 14 |
| 2  | Deportes Linares    | 6 | 1 | 4 | 1 | 6  | 7  | −1  | 7  |
| 3  | Santiago Wanderers  | 6 | 1 | 3 | 2 | 9  | 11 | −2  | 6  |
| 4  | San Marcos de Arica | 6 | 1 | 1 | 4 | 6  | 11 | −5  | 4  |

### Grupp 4
| Nr | Lag                       | S | V | O | F | GM | IM | MS | P  |
| -- | ------------------------- | - | - | - | - | -- | -- | -- | -- |
| 1  | Deportes Talcahuano       | 6 | 4 | 1 | 1 | 9  | 4  | +5 | 13 |
| 2  | Fernández Vial            | 6 | 3 | 1 | 2 | 9  | 6  | +3 | 10 |
| 3  | Universidad de Concepción | 6 | 2 | 1 | 3 | 4  | 6  | −2 | 7  |
| 4  | Deportes Temuco           | 6 | 1 | 1 | 4 | 4  | 10 | −6 | 4  |

## Andra omgången
| Nr | Lag                       | S  | V  | O  | F  | GM | IM | MS  | P  |
| -- | ------------------------- | -- | -- | -- | -- | -- | -- | --- | -- |
| 1  | Unión San Felipe          | 30 | 14 | 10 | 6  | 42 | 32 | +10 | 59 |
| 2  | Rangers                   | 30 | 16 | 7  | 7  | 54 | 31 | +23 | 58 |
| 3  | Deportes Talcahuano       | 30 | 13 | 9  | 8  | 43 | 41 | +2  | 55 |
| 4  | Fernández Vial            | 30 | 13 | 9  | 8  | 47 | 34 | +13 | 53 |
| 5  | Deportes Antofagasta      | 30 | 14 | 7  | 9  | 41 | 32 | +9  | 53 |
| 6  | Deportes Melipilla        | 30 | 11 | 9  | 10 | 42 | 43 | −1  | 49 |
| 7  | Deportes Ovalle           | 30 | 12 | 9  | 9  | 49 | 33 | +16 | 48 |
| 8  | Cobresal                  | 30 | 12 | 6  | 12 | 44 | 51 | −7  | 47 |
| 9  | Deportes Arica            | 30 | 9  | 10 | 11 | 41 | 45 | −4  | 44 |
| 10 | Universidad de Concepción | 30 | 11 | 5  | 14 | 34 | 42 | −8  | 42 |
| 11 | Deportes Iquique          | 30 | 12 | 4  | 14 | 44 | 53 | −9  | 42 |
| 12 | Deportes Linares          | 30 | 10 | 7  | 13 | 48 | 45 | +3  | 41 |
| 13 | Deportes Temuco           | 30 | 9  | 12 | 9  | 38 | 36 | +2  | 41 |
| 14 | Magallanes                | 30 | 7  | 10 | 13 | 36 | 50 | −14 | 35 |
| 15 | Deportes La Serena        | 30 | 7  | 10 | 13 | 37 | 44 | −7  | 33 |
| 16 | Ñublense                  | 30 | 3  | 10 | 17 | 32 | 60 | −28 | 21 |